# Глинищевское сельское поселение
Гли́нищевское сельское поселение — муниципальное образование в западной части Брянского района Брянской области. Центр — село Глинищево.
Образовано в результате проведения муниципальной реформы в 2005 году, путём преобразования дореформенного Глинищевского сельсовета. Административным центром поселения является село Глинищево. Село расположено на старинной дороге Орел-Брянск-Смоленск.
На территории поселения функционирует 68 предприятий и организаций различных форм собственности.
4 средних школы (в 2003 году введена вторая новая современная средняя школа в с. Глинищево), школа искусств, 11 учреждений культуры, Брянская ЦРБ, 5 медицинских фельдшерско-акушерских пунктов, поликлиника, аптека, 4 детских дошкольных учреждения, социальный приют для детей, баня.
Многие села имеют богатую историю и упоминаются в хрониках еще в 16-17 веках, самое старейшее село- деревня Балдыж. История сел Хотылево, Кабаличи, Опахань тесно связана с фамилией Тютчевых.

## Население
| 2010  | 2011  | 2012  | 2013  | 2014  | 2015  | 2016  |
| ----- | ----- | ----- | ----- | ----- | ----- | ----- |
| 6312  | ↗6322 | ↘6247 | ↘6158 | ↘6090 | ↘6040 | ↘6005 |
| 2017  | 2018  | 2019  | 2020  | 2021  |       |       |
| ↘6004 | ↘5955 | ↘5915 | ↗5988 | ↗6158 |       |       |

## Населённые пункты
| № | Населённый пункт | Тип     | Население |
| - | ---------------- | ------- | --------- |
| 1 | Балдыж           | деревня | ↗28       |
| 2 | Большая Дубрава  | посёлок | ↘27       |
| 3 | Глинищево        | село    | ↗4348     |
| 4 | Кабаличи         | село    | ↗626      |
| 5 | Опахань          | село    | ↗73       |
| 6 | Севрюково        | деревня | ↗16       |
| 7 | Сельцо           | деревня | ↘73       |
| 8 | Титовка          | деревня | ↘720      |
| 9 | Хотылёво         | село    | →303      |

## Достопримечательности
- Хотылёво 2 — стоянка позднего палеолита (Граветтская культура)